# Station Brondesbury Park
Brondesbury Park is een spoorwegstation van London Overground aan de North London Line in de Londense wijk Brondesbury. 